# Villemoisson-sur-Orge
Villemoisson-sur-Orge település Franciaországban, Essonne megyében. Lakosainak száma 7226 fő (2022. január 1.). Villemoisson-sur-Orge Épinay-sur-Orge, Sainte-Geneviève-des-Bois, Morsang-sur-Orge és Savigny-sur-Orge községekkel határos.

## Népesség
A település népessége az elmúlt években az alábbi módon változott:
| Lakosok száma | 6950 | 6909 | 7040 | 6996 | 7038 | 7058 | 7014 | 7120 | 7226 |
|               | 2013 | 2015 | 2016 | 2017 | 2018 | 2019 | 2020 | 2021 | 2022 |